# Manuel Pinto da Fonseca
Manuel Pinto da Fonseca (24 de mayo de 1681 - 23 de enero de 1773) fue el 67.º gran maestre de la Orden de Malta, desde 1741 hasta su muerte.
Emprendió muchos proyectos de construcción, introduciendo el estilo barroco en toda Malta. El coste de estos proyectos contribuyó a la quiebra de la Orden en las décadas posteriores a su muerte. Sus puntos de vista eran comparativamente liberales. En 1764, aceptó la reunificación con la rama protestante prusiana de la Orden, pese a no contar con la aprobación del papa Clemente XIII. El Papa aceptó, a regañadientes, la expulsión de los jesuitas de Malta en 1768.

## Biografía
Fue un noble portugués, hijo de Miguel Álvaro Pinto da Fonseca, alcalde-mór de Ranhados, y de su esposa, Ana Pinto Teixeira. El escudo de armas de los Pinto representa cinco semilunas rojas, como símbolo de que la familia Pinto de Fonseca ganó cinco batallas contra los otomanos. Antes de su elección como gran maestre el 18 de enero de 1741, Pinto da Fonseca era caballero de la Lengua de Portugal. Tuvo un hijo ilegítimo de Rosenda Paulichi, hija de Alberigo Paulichi y Patronilla Ramuzetta, llamado José António Pinto da Fonseca e Vilhena, que se casó con su prima hermana Maria Inácia Pinto da Fonseca de Sousa Teixeira e Vilhena, hija ilegítima de Francisco Vaz Pinto (hermano de su padre) y de Clara Cerqueira. Fue elegido gran maestre a los 60 años y vivió para ser nonagenario, gobernando la Orden durante 32 años.
Como gran maestre, Pinto da Fonseca mantuvo una elaborada corte, imitando las cortes de los grandes príncipes europeos de su época. La corte era un centro de intrigas, con el gran maestre rodeado de una multitud de "pretendientes ambiciosos".
En 1749, uno de sus guardaespaldas, Giuseppe Cohen, se negó a unirse a una conspiración liderada por Pasha Mustafa para organizar una revuelta de esclavos musulmanes; esta negativa condujo a la revelación y represión de la revuelta, que posteriormente se pasó a conmemorar cada 29 de junio, fecha del aniversario.
Pinto da Fonseca hizo importantes donaciones a la Iglesia Conventual, y entre los elementos más notables se encuentran dos campanas grandes y pesadas del maestro fundador de la Orden de San Juan, Aloisio Bouchut, en 1747 y 1748, que todavía cuelgan en los campanarios de lo que hoy es la Concatedral de San Juan de La Valeta. Estas campanas se hicieron fundiendo dos cañones basiliscos que dejaron los otomanos después del Gran Sitio de Malta de 1565. Como gran maestre, Pinto da Fonseca terminó la construcción del Albergue de Castilla (aún hoy uno de los principales monumentos de La Valeta); su busto y sus armas adornan su fachada. Hoy en día este edificio alberga la oficina del primer ministro de Malta. En 1756 construyó la primera imprenta de Malta en el Palacio del Gran Maestre, conocido como la stamperia del Palazzo. Pinto dio su nombre a la localidad de Qormi y le otorgó el estatus de ciudad como "Città Pinto". La ciudad de Qormi adoptó las armas de Pinto para su propio escudo de armas y bandera. Pinto ganó una mala reputación por crear grandes deudas para el tesoro de la Orden, lo que llevó a la bancarrota.
En 1764, Pinto da Fonseca negoció con el rey Federico el Grande de Prusia la reunificación de la rama protestante de Brandenburgo con la Orden de San Juan, pero como el papa Clemente XIII no permitió la admisión de hombres que consideraba herejes en una organización católica, el acuerdo se vino abajo.
Malta desde 1734 era nominalmente un feudo bajo la Casa de Borbón-Dos Sicilias, desde 1759 bajo Fernando III de Sicilia. Bernardo Tanucci presionó a Pinto para que siguiera la política borbónica de represión de los jesuitas, amenazando con un boicot a Malta si se negaba. Pinto consultó con el papa Clemente XIII, que aceptó a regañadientes la expulsión de los jesuitas de Malta, insistiendo en que se hiciera "con la debida decencia". Pinto firmó el decreto de expulsión el 22 de abril de 1768. Veinte jesuitas (trece padres, cinco hermanos y dos estudiantes) fueron expulsados, mientras que a tres jesuitas ancianos, dos de ellos nativos de Malta, se les permitió quedarse.
Tras la expulsión de la Orden de los Jesuitas, Pinto se apropió de todos los ingresos procedentes de sus propiedades en la isla con el fin de establecer una Pubblica Università di Studi Generali. El decreto constitutivo de la Universidad, hoy Universidad de Malta, fue firmado por Pinto el 22 de noviembre de 1769, después de haber sido autorizado para ello en un breve apostólico, Sedula Romani Pontificis, recibido el 20 de octubre de 1769. El 22 de noviembre de ese año, el gran maestre firmó un bando para crear la Universidad.
Pinto murió el 23 de enero de 1773, a la edad de 91 años. Su cuerpo fue colocado en un monumento neoclásico con su retrato en mosaico. En Floriana se encuentra una estatua suya.